# Чемпионат Европы по художественной гимнастике 1999
15-й чемпионат Европы по художественной гимнастике проходил в Будапеште, Венгрия, с 28 мая по 30 мая 1999 года.

## Медалисты
| Дисциплина                     | Золото           | Серебро          | Бронза         |
| ------------------------------ | ---------------- | ---------------- | -------------- |
| Финал                          |                  |                  |                |
| Индивидуальное многоборье      | Алина Кабаева    | Юлия Раскина     | Ева Серрано    |
| Скакалка                       | Юлия Барсукова   | Елена Витриченко | Алина Кабаева  |
| Обруч                          | Алина Кабаева    | Юлия Раскина     | Юлия Барсукова |
| Мяч                            | Елена Витриченко | Юлия Барсукова   | Ева Серрано    |
| Лента                          | Елена Витриченко | Алина Кабаева    | Юлия Раскина   |
| Финалы в групповых упражнениях |                  |                  |                |
| Групповое многоборье           | Греция           | Россия           | Беларусь       |
| 10 булав                       | Греция           | Россия           | Беларусь       |
| 3 ленты + 2 обруча             | Греция           | Россия           | Испания        |
| Юниоры                         |                  |                  |                |
| 5 скакалок                     | Россия           | Болгария         | Греция         |

## Медальный зачёт
| Место          | Страна         | Золото | Серебро | Бронза | Всего |
| -------------- | -------------- | ------ | ------- | ------ | ----- |
| 1              | Россия         | 4      | 5       | 2      | 11    |
| 2              | Греция         | 3      | 0       | 1      | 4     |
| 3              | Украина        | 2      | 1       | 0      | 3     |
| 4              | Беларусь       | 0      | 2       | 3      | 5     |
| 5              | Болгария       | 0      | 1       | 0      | 1     |
| 6              | Франция        | 0      | 0       | 2      | 2     |
| 7              | Испания        | 0      | 0       | 1      | 1     |
| Всего стран: 7 | Всего стран: 7 | 9      | 9       | 9      | 27    |